# Zelotes somaliensis
Zelotes somaliensis är en spindelart som beskrevs av FitzPatrick 2007. Zelotes somaliensis ingår i släktet Zelotes och familjen plattbuksspindlar.
Artens utbredningsområde är Somalia. Inga underarter finns listade i Catalogue of Life.